# Juan Santamaría
Juan Santamaría (Castellar, 1949 - València, 11 d'abril de 2019) fou un músic i empresari valencià vinculat a la Ruta Destroy.